# Plectrocarpa tetracantha
Plectrocarpa tetracantha är en pockenholtsväxtart som beskrevs av John Gillies. Plectrocarpa tetracantha ingår i släktet Plectrocarpa och familjen pockenholtsväxter. Inga underarter finns listade i Catalogue of Life.